# Anne E. Dünzelmann
Anne E. Dünzelmann (* 1941) ist eine deutsche Ethnologin, Sozialanthropologin und Autorin.

## Leben
Anne E. Dünzelmann machte zunächst eine Ausbildung zur Buchhändlerin. Es folgten sogenannte Lehr- und Wanderjahre. Das dann anschließende Studium der Ethnologie und Sozialanthropologie schloss sie mit dem Magister Artium ab. Neben Tätigkeiten in Forschungseinrichtungen, im musealen und universitären sowie stadtethnologischen Bereich wurde sie 1998 zum Dr. phil. promoviert.

## Werke (Auszug)
- Zur Geschichte der jüdischen Bewohner in Hastedt. Hrsg.: Nachbarschaft Hastedt e. V. Nachbarschaft Hastedt, [Bremen] [1988]
- Alltagsleben in Hastedt. In: Angelika Timm/Anne Dünzelmann/Wilhelm Rathjen: Hastedt – ein Dorf wird zum Stadtteil. Hauschild, Bremen 1990, S. 137–272
- Das Wandern ist des Müllers Lust. In: Jenseits von Roland und Schütting. Aus der Arbeit Bremer Geschichtsgruppen. Donat, Bremen; S. 70–77
- Jüdische Familien in Bremen im 18. und 19. Jahrhundert am Beispiel der Dorfschaft Hastedt. In: Zeitschrift für niederdeutsche Familienkunde 4; S. 181–193. Sonderdruck
- Juden in Hastedt. Zur Geschichte jüdischen Lebens in Bremen seit 1782. Sachbuchverlag Kellner, Bremen 1995; ISBN 3-927155-24-1
- Hugo Schauinsland und sein Beitrag zur Geschichte des Museums. In: Hartmut Roder (Hrsg.); Bremen – Handelsstadt am Fluss. Hauschild, Bremen 1995; S. 72–76
- Hugo H. Schauinsland: Unterwegs in Übersee. Aus Reisetagebüchern und Dokumenten des früheren Direktors des Bremer Übersee-Museums. Hrsg.: Übersee-Museum Bremen. Bearbeitung, Kommentierung, begleitende Texte und Fotoauswahl von Anne E. Dünzelmann. Mit Beiträgen von Viola König und Andreas Lüderwaldt. Hauschild, Bremen 1999; ISBN 3-931785-33-5
- Vom Gaste, den Joden und den Fremden. Zur Ethnographie von Immigration, Rezeption und Exkludierung Fremder am Beispiel der Stadt Bremen vom Mittelalter bis 1848. Lit, Münster / Hamburg / London 2001 (zugleich: Bremen, Universität, Dissertation, 1998); ISBN 3-8258-5144-3
- "Gastarbeiter/innen" in Bremen. Eine Bestandsaufnahme zur Quellenlage: Archivalien, Unterlagen, Materialien, Literatur. Mit einem Vorwort von Dirk Hoerder. [Institut für Regional- und Sozialgeschichte, Universität Bremen]. Institut für Regional- und Sozialgeschichte, Bremen 2001; ISBN 3-88722-518-X
- Bürgermeister Smidt und die Juden. Ein unrühmliches Kapitel bremisch-jüdischer Geschichte im 19. Jahrhundert. Bremen 2003
- Hugo Schauinslands Sammeltätigkeit auf Neuguinea 1906. Anhang: Sein Leben und Werk. Bremen 2003
- Aneignung und Selbstbehauptung. Zum Prozess der Integration und Akkulturation von „GastarbeiterInnen“ in Bremen. V und R Unipress, Göttingen 2004; ISBN 3-89971-189-0
- Bom día, Bremen! Zuwanderung und Integration portugiesischer Arbeitsmigranten in Bremen. Ein Bericht. Bremen 2004
- mit Dieter Fricke und Hartmut Müller: Bremen. In: Herbert Obenaus (Hrsg. in Zusammenarbeit mit David Bankier und Daniel Fraenkel): Historisches Handbuch der jüdischen Gemeinden in Niedersachsen und Bremen. Band 1 und 2, Göttingen 2005, S. 308–343; ISBN 3-89244-753-5
- Aus- und Einwanderung in Bremen/Bremerhaven im 20. Jahrhundert. In: under Construction. Lebensgeschichten von Migranten in Bremer Unternehmen. Bremer Institut für Kulturforschung, Universität Bremen. Bremen 2005
- Neue Wurzeln schlagen im eigenen Garten. Akkulturationsprozesse von MigrantInnen in Bremen. In: Christiane Harzig (Hrsg.); Migration und Erinnerung. Reflexionen über Wanderungserfahrungen in Europa und Nordamerika. V&R unipress, Göttingen 2006
- Von der Yayla zum Kleingarten. Kleingärten – Räume der Integration und Akkulturation für Zugewanderte? IKO, Verlag für Interkulturelle Kommunikation, Frankfurt, M. / London 2007; ISBN 978-3-88939-903-8.
- Peter Weiss – Bremer Verortungen, BoD – Books on Demand 2016, ISBN 978-3-7412-9367-2